# オーバーン (揚陸指揮艦)
オーバーン (USS Auburn, AGC-10)は、アメリカ海軍の揚陸指揮艦。第二次世界大戦で活躍した。

## 艦歴

### 就役
1943年8月14日、ノースカロライナ州ウィルミントンのノースカロライナ造船社にて、アメリカ海事委員会の契約のもとでKathayという艦名で起工される。ジュリア・ランシー氏に命名されて同年10月19日に進水し、1944年1月31日に海軍に移管される。ニュージャージー州ホーボーケンのベスレヘム造船にて揚陸指揮艦に改装され、オーバーン (USS Auburn, AGC-10)と改名された。7月20日、ホーボーケンにてラルフ・オーセン・メイアーズ大佐指揮下で就役した。

### 1944
チェサピーク湾での慣熟訓練を完了した後、8月17日にヴァージニア州ノーフォーク海軍基地を離れて太平洋を目指した。23日にパナマ運河を抜け、9月6日に真珠湾に到着した。その3日後、オーバーンは太平洋艦隊第2水陸両用群旗艦に指定される。29日にドック入りし、装備の追加や若干の補修を受けた。

### 1945
11月中旬、オーバーンは火山列島侵攻に向けてマウイ島沖で一連の演習を実施する。1945年1月27日にハワイを去り、エニウェトク環礁、サイパン島を経由して2月初旬にテニアン島に着く。同島では硫黄島侵攻の最終リハーサルを行う。19日、硫黄島に海兵隊員が上陸を開始。作戦中、第2水陸両用群に所属する数百隻の艦船の行動を調整、指揮した。3月27日まで沖合に留まり、その日に真珠湾に帰投。乗組員は休暇を与えられた。
5月15日にハワイを出撃して31日に沖縄に到着。第5水陸両用部隊旗艦となり、沖縄での死闘を指揮した。本艦も度々日本軍の航空攻撃を受けたが、幸運にも損傷を逃れることができた。6月22日頃に沖縄の日本軍を指揮する牛島満陸軍中将らが自決。本艦は7月1日に真珠湾への帰路についた。
オーバーンは大戦中の戦功により2個の従軍星章を授与された。

### 戦後
真珠湾に到着するとすぐに乾ドック入りして補修を受けた。補修中に日本が降伏。8月15日から4日後にハワイを出てフィリピンへの航海を始める。約1ヶ月の停泊後、9月14日にマニラを出港。エニウェトク環礁、沖縄のバックナー・ベイに寄港してから9月20日に長崎県佐世保に錨を下ろした。
3日後長崎へと出港。長崎では船舶・陸上間の通信の確立や、占領軍の設備の準備などに重要な役割を果たした。9月25日に和歌山に到着し、大阪、京都といった大都市の占領軍を支援した。10月上旬に横浜へと移動。12日に占領任務を終えて日本海域を離れ、帰国の途についた。
21日に真珠湾に到着して数日滞在。31日にサンフランシスコ湾に入ったが、11月5日に再びハワイへと針路を採る。14日にハワイに到着して軍人の乗客を乗せて出発。29日にパナマ運河を抜け、12月7日にノーフォークに入港して乗客を下ろした。
到着から3日後、大西洋艦隊訓練司令部旗艦に指定される。1947年1月まで旗艦を務め、その後大西洋予備艦隊に編入された。ノーフォーク海軍造船所で不活性化処分を受け、5月7日に退役。
1960年7月1日に海軍のリストから名前が削除され、同年11月に処分のために海事委員会に移管される。1961年に売却され、スクラップ処分となった。

## 受勲
- アメリカ従軍記章
- アジア・太平洋従軍記章（英語版）（硫黄島作戦 1945年2月19日 - 3月27日、沖縄群島作戦 1945年5月31日 - 6月21日）
- 第二次世界大戦戦勝記章（英語版）
- 海軍占領功労記章（英語版）
- フィリピン解放記章（英語版）

## 参考
- この記事はアメリカ合衆国政府の著作物であるDictionary of American Naval Fighting Shipsに由来する文章を含んでいます。 記事はここで閲覧できます。